# Halisarca guttula
Halisarca guttula är en svampdjursart som beskrevs av Schmidt 1864. Halisarca guttula ingår i släktet Halisarca och familjen Halisarcidae. Inga underarter finns listade i Catalogue of Life.